# Raid de Hines
Guerre de Sécession
Batailles
Le raid de Hines est une mission exploratoire confédérée menée par Thomas Hines, sur les ordres de John Hunt Morgan, dans l'État de l'Indiana en juin 1863, pendant la guerre de Sécession. La mission de Hines est de préparer les bases du raid de Morgan à travers la rivière Ohio, en Indiana et de l'Ohio pour s'assurer du soutien local des chevaliers du Cercle d'Or et des Copperheads à l'opération principale.

## Mission
La mission commence à Woodbury, au Tennessee, le 10 juin 1863, où Morgan a un camp de piquets. Au début de la mission, Hines dit seulement à ses hommes que leur mission sera « longue et périlleuse » et permet à tout homme qui ne veut pas y aller de renoncer ; aucun ne le fait. À partir de là, ils voyagent de Brownsville, dans le Kentucky, et à Elizabethtown, dans le Kentucky. À Brownsville, ils volent des vêtements dans un cantinier de l'Union, des chemises, des pantalons, des bottes d'uniformes de l'Union. À Elizabethtown, le groupe dévalise un train, offrant à la force de Hines de la monnaie. Quand ils atteignent la rivière Ohio, Hines informe ensuite ses hommes qu'ils se présenteront comme des troupes du  général de l'Union Jeremiah T. Boyle avec des ordres de poursuivre les déserteurs, appelés les Gris de l'Indiana. La traversée se fait entre Alton et Tobinsport le 18 juin 1863, sans doute près de Derby, dans l'Indiana.

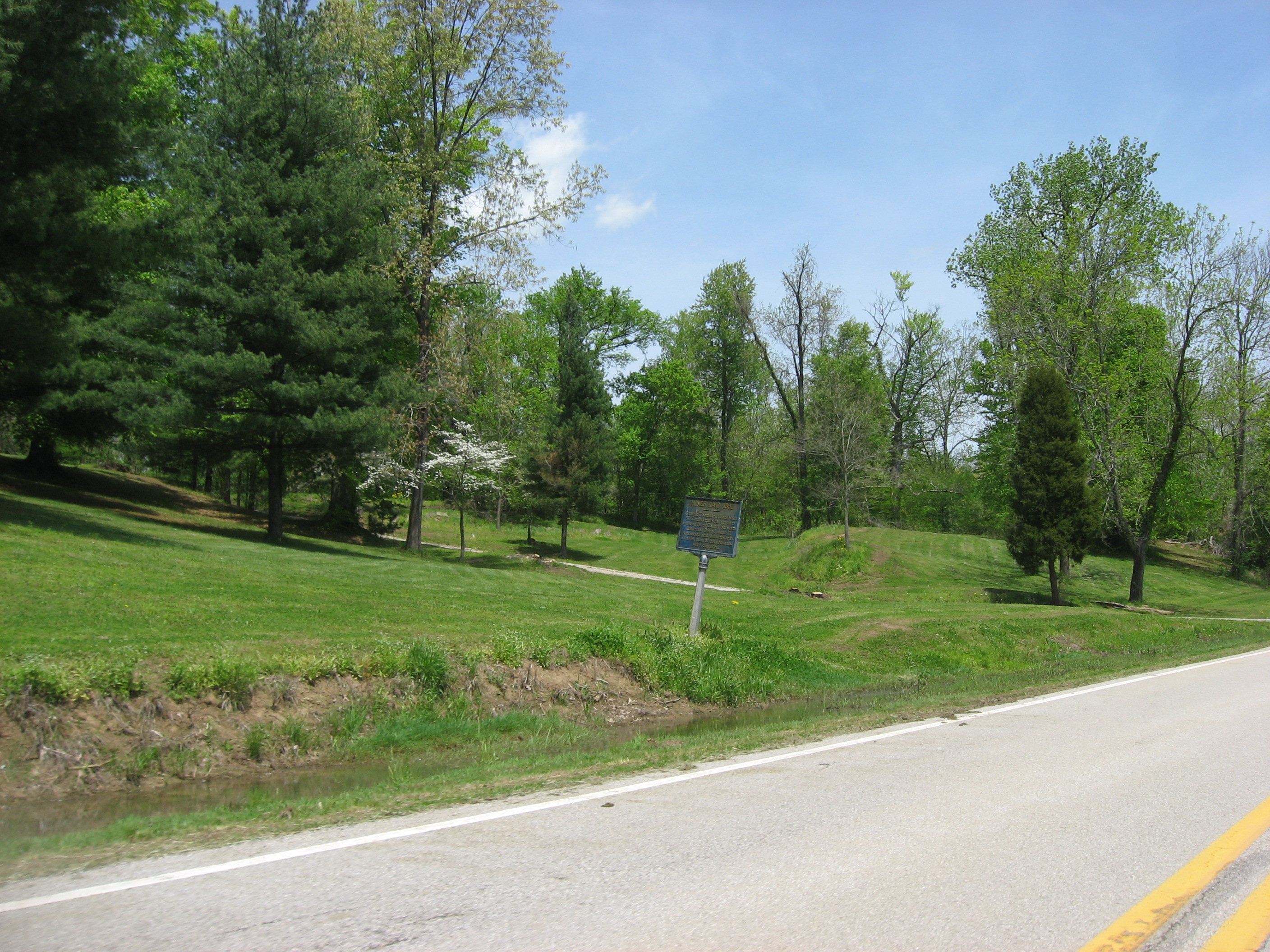
Marqueur historique commémorant le raid de Hines.

Une fois qu'il a traversé la rivière Ohio, les hommes de Hines vont directement à Paoli, se présentant avec succès comme des soldats de l'Union. Tout en étant servi à dîner à Paoli, les véritables gardes civils de l'Indiana entrent dans la ville, et informent le maire de la tromperie. Les confédérés s'échappent en convainquant un groupe de gardes civils qu'ils sont encerclés, prenant les meilleurs chevaux que les troupes de l'Union ont, et déclarant que le groupe de l'Union capturé est libéré sur parole. Ils partent ensuite à French Lick où Hines rencontre le leader local copperhead, le docteur William A. Bowles, dont la maison est un lieu de rassemblement pour le parti démocrate. Bowles dit Hines il peut lever une force de 10 000 hommes, mais avant que la transaction ne soit finalisée, Hines apprend qu'une force de l'Union approche, l'obligeant à fuir. En conséquence, il n'y aura pas de soutien pour le raid de Morgan.
De French Lick, les hommes de Hines voyagent vers Valeene. À Valeene, tout en se présentant comme des troupes de l'Union, ils incendient une maison dont les occupants ont refusé de leur donner un dîner. Ceci montre que les hommes de Hines sont des confédérés à la population locale. Une résistance se forme rapidement à Paoli. Hines a embauché un homme de la région, Bryant Breeden, pour les guider en sécurité, mais Breeden est fortement pro-Union, et au lieu de cela, il guide les confédérés sur la Little Blue Island, une petite île au milieu de la rivière Ohio, près de Leavenworth. Sur cette île, une escarmouche commence, tuant trois soldats confédérés. Hines s'échappe à travers la rivière Ohio avec quelques-uns de ses hommes, et le reste de la force confédérée, ayant réussi à couvrir la fuite de Hines. Le Corydon Weekly Democrat dit de la gardes civils « nos citoyens, bien qu'inemployés pour la guerre, ont montré des nerfs de soldats »,,.

## Conséquences
Thomas Hines voyage à travers le Kentucky par chemin de fer jusqu'à ce que ce soit le moment de rejoindre Morgan, ce qu'il fait à Brandebourg, étant mis immédiatement sous le commandement de l'artillerie de Morgan. Hines doit informer Morgan qu'ils ne bénéficieront d'aucune aide de sympathisants Hoosiers confédérés, ce que beaucoup estiment la raison pour laquelle Morgan décide de traiter plus durement tout citoyen Hoosier qui prétendra par la suite à avoir de la sympathie pour la cause confédérée. lors du raid ultérieur de Morgan ultérieur de ce raid, le 3 juillet 1863, après la capture de Corydon, il exige hommage de la part des citoyens, en partie en raison du traitement de Hines plutôt dans l'année. Lew Wallace dira que ce sont ces actions qui ont découragé tous Hoosiers d'aider Hines et Morgan.
Le supérieur immédiat de Hines et commandant en second de Morgan, Basil W. Duke, n'a pas été informé précédemment de la mission de Hines . Lorsque Hines s'aperçoit enfin qu'il est vu comme le fils prodigue, Duke  remarque comment Hines se repose à côté d'une péniche « apparemment comme le jeune le plus apathique inoffensif  qui abuse de sa gentillesse ».
La plupart de la région que Thomas Hines a traversé lors de ce raid est à l'intérieur de l'actuelle forêt nationale Hoosier.